# 리사 아약스
리사 아약스(Lisa Ajax, 1998년 8월 13일 ~ )는 스웨덴의 가수이다. 스웨덴의 음악 경연 프로그램인 아이돌 2014(Idol 2014)의 우승자이다.